# Noetherscher Raum
Der noethersche topologische Raum, benannt nach Emmy Noether, ist ein mathematischer Begriff aus dem Teilgebiet der Topologie. Er ist durch den algebraischen Begriff des noetherschen Rings motiviert und findet hauptsächlich in der algebraischen Geometrie Anwendung.

## Definition
Betrachtet man offene Mengen eines topologischen Raums in Analogie zu den Idealen eines Ringes, so ist folgende Definition mit Blick auf den Begriff des noetherschen Ringes naheliegend:
- Ein topologischer Raum heißt noethersch, wenn jede aufsteigende Kette offener Mengen stationär wird, das heißt: Ist {\displaystyle U_{1}\subset U_{2}\subset \ldots } eine Familie offener Mengen, so gibt es ein {\displaystyle n_{0}\in \mathbb {N} } mit {\displaystyle U_{n}=U_{n_{0}}} für alle {\displaystyle n\geq n_{0}}.

Wie in der Algebra zeigt ein einfaches Argument:
- Ein topologischer Raum ist genau dann noethersch, wenn eine Maximalbedingung für offene Mengen gilt, das heißt: Jede nicht-leere Familie offener Mengen enthält ein maximales Element.

Da die abgeschlossenen Mengen genau die Komplemente offener Mengen sind, hat man:
- Ein topologischer Raum ist genau dann noethersch, wenn jede absteigende Kette abgeschlossener Mengen stationär wird, das heißt: Ist {\displaystyle A_{1}\supset A_{2}\supset \ldots } eine Familie abgeschlossener Mengen, so gibt es ein {\displaystyle n_{0}\in \mathbb {N} } mit {\displaystyle A_{n}=A_{n_{0}}} für alle {\displaystyle n\geq n_{0}}.

- Ein topologischer Raum ist genau dann noethersch, wenn eine Minimalbedingung für abgeschlossene Mengen gilt, das heißt: Jede nicht-leere Familie abgeschlossener Mengen enthält ein minimales Element.

## Beispiele
- Räume mit endlichen Topologien, insbesondere also topologische Räume mit endlicher Grundmenge sind noethersch.
- Der affine Raum {\displaystyle k^{n}} über einem Körper {\displaystyle k} ist mit der Zariski-Topologie ein noetherscher Raum.
- {\displaystyle \mathbb {R} } mit der euklidischen Topologie ist nicht noethersch, denn die offenen Intervalle {\displaystyle \textstyle (0,n)} bilden eine aufsteigende Folge offener Mengen, die nicht stationär wird.
- Es gibt auch nicht noethersche Ringe, deren Spektrum ein noetherscher Raum ist: Ist {\displaystyle k} ein Körper, so ist der Ring {\displaystyle R=k[x_{i}\mid i\in \mathbb {N} ]/(x_{i}^{2}\mid i\in \mathbb {N} )} nicht noethersch. Sein Nilradikal wird von den Unbestimmten erzeugt, also ist die Reduktion von {\displaystyle R} gleich {\displaystyle k} und folglich {\displaystyle \mathrm {Spec} (R)} ein Raum mit einem Punkt, insbesondere noethersch.

## Bedeutung
Auf dem Spektrum eines Ringes betrachtet man üblicherweise die Zariski-Topologie. Leicht zeigt man, dass das Spektrum eines noetherschen kommutativen Ringes ein noetherscher topologischer Raum ist. Da affine Varietäten den Radikalidealen im Ring der Polynome in endlich vielen Variablen über dem Koordinatenkörper entsprechen (Hilbertscher Nullstellensatz), und dieser Ring noethersch ist (Hilbertscher Basissatz), erhält man, dass affine Varietäten mit der Zariski-Topologie noethersch sind. Daher spielt dieser Begriff eine Rolle in der algebraischen Geometrie, in der solche Varietäten untersucht werden.

## Anwendung
- Ein noetherscher topologischer Raum besitzt nur endlich viele irreduzible Komponenten.[2]

Insbesondere besteht eine affine Varietät aus endlich vielen irreduziblen Komponenten.
Da der einfache Beweis die typische noethersche Schlussweise verdeutlicht, soll er hier kurz wiedergegeben werden: Sei {\displaystyle {\mathcal {A}}} die Menge aller abgeschlossenen Teilmengen, die nicht endliche Vereinigung irreduzibler Mengen sind. Wird angenommen, dass diese Menge nicht leer ist, so enthält sie wegen der Minimalbedingung für abgeschlossene Mengen ein minimales Element {\displaystyle A_{0}}. Dieses kann als Element aus {\displaystyle {\mathcal {A}}} nicht irreduzibel sein, ist also Vereinigung zweier echter abgeschlossener Mengen {\displaystyle A_{1}} und {\displaystyle A_{2}}. Da {\displaystyle A_{0}} minimal ist,  sind {\displaystyle A_{1}} und {\displaystyle A_{2}} nicht aus {\displaystyle {\mathcal {A}}} und daher endliche Vereinigung irreduzibler Mengen. Dann ist aber auch {\displaystyle A_{0}=A_{1}\cup A_{2}} endliche Vereinigung irreduzibler Mengen, was ein Widerspruch zu  {\displaystyle A_{0}\in {\mathcal {A}}} ist. Daher ist  {\displaystyle {\mathcal {A}}} leer, insbesondere ist der Raum selbst endliche Vereinigung irreduzibler Mengen, was zu zeigen war.

## Kompaktheit
Definiert man Kompaktheit durch die Überdeckungseigenschaft und verzichtet auf die Hausdorffeigenschaft, manche Autoren sprechen dann auch von quasi-kompakten Räumen, so gilt:
- Jeder noethersche Raum ist quasi-kompakt.
- Ein topologischer Raum ist genau dann noethersch, wenn jede Teilmenge mit der Relativtopologie quasi-kompakt ist.

## Weitere Eigenschaften
- Jeder Unterraum eines noetherschen Raums ist wieder noethersch.[4]
- Ist der topologische Raum {\displaystyle X} Vereinigung der Unterräume {\displaystyle X_{1},\ldots ,X_{n}} und ist jedes {\displaystyle X_{i}} noethersch, so ist auch {\displaystyle X} noethersch.[5]